# ريد دبليو. بارتون
ريد دبليو. بارتون (بالإنجليزية: Reid W. Barton)‏ هو رياضياتي أمريكي، ولد في 6 مايو 1983 في أرلينغتون ‏ في الولايات المتحدة.